# Kościół Matki Bożej Bolesnej w Gdańsku
Kościół Matki Bożej Bolesnej – neogotycka, rzymskokatolicka świątynia parafialna, znajdująca się w Gdańsku, w dzielnicy Śródmieście, przy ulicy Głębokiej.

## Historia
Komitet budowy katolickiego kościoła w tej części miasta powstał w 1909. Prace nad Liebfrauenkirche rozpoczęto w 1926 wg. projektów Felixa Tiedego i Friedricha Fischera, świątynia miała stanowić pomnik ofiar I wojny światowej. Uroczysta konsekracja miała miejsce 16 września 1928, 1 kwietnia 1929 kościół ustanowiono siedzibą parafii Matki Boskiej Bolesnej. Podczas II wojny światowej zniszczone zostało prezbiterium oraz częściowo dach. Odbudowę rozpoczęto dzięki staraniom administratora parafii, ks. Józefa Jażdżewskiego, mieszkającego wtedy przy kościele Chrystusa Króla. Prace zakończono we wrześniu 1946. W 1988 obiekt przeszedł gruntowny remont, naprawiono dach, położono marmurową posadzkę oraz zmieniono wystrój wnętrza.

## Architektura i wyposażenie
Świątynia neogotycka, jednonawowa. Charakterystycznym elementem są schodkowe szczyty oraz smukła sygnaturka. Wyposażenie jest w większości powojenne, wnętrze zdobi krucyfiks, figura Matki Bożej Bolesnej oraz marmurowa chrzcielnica z rzeźbą św. Jana Chrzciciela. We wnętrzu urządzono dwie kaplice: Chrystusa Miłosiernego (z przedwojenną rzeźbą Serca Pana Jezusa) i Matki Bożej Ostrobramskiej. 16 witraży zainstalowano w roku 2007, nawiązują one do postaci beatyfikowanych i kanonizowanych podczas pontyfikatu Jana Pawła II.